# ОШ „Момир Пуцаревић” Акмачићи
ОШ „Момир Пуцаревић” Акмачићи једна је од шест основних школа на територији општине Нова Варош, почела је са радом 1922. године. Школа носи име Момира Пуцаревића, учесника Народноослободилачке борбе и народног хероја Југославије.

## Историјат
Школа у Акмачићима почела је са радом као отворено одељење основне школе из Радијевића. Школска зграда тзв. „Планска школа” је једна од тада најбољих, солидно зиданих, школских зграда нововарошког краја. Школа се интегрише 1969. године са школама у Бистрици и Новој Вароши. То ће трајати само до краја школске 1972/73. године, када опет постаје самостална. Нова школска зграда је подигнута 1976. године када је 230 ученика похађало школу.

## Школа данас
Школа данас поред матичне школе у Акмачићима у свом саставу иима и четвороразредна издвојена одељења, у Вилови, Дрмановићима и  Радијевићима. 

## Галерија
- ОШ „Момир Пуцаревић” у Акмачићима
- Биста народног хероја Момира Пуцаревића
- Издвојено одељење у Дражевићима